# Gabriel Obertan
Gabriel Obertan (født 26. februar 1989) er en fransk fodboldspiller, der i øjeblikket, (2015), spiller for Levski Sofia i Bulgarien. Han har tidligere tilbragt mange år i England hos Manchester United og Newcastle United.